# Efebos

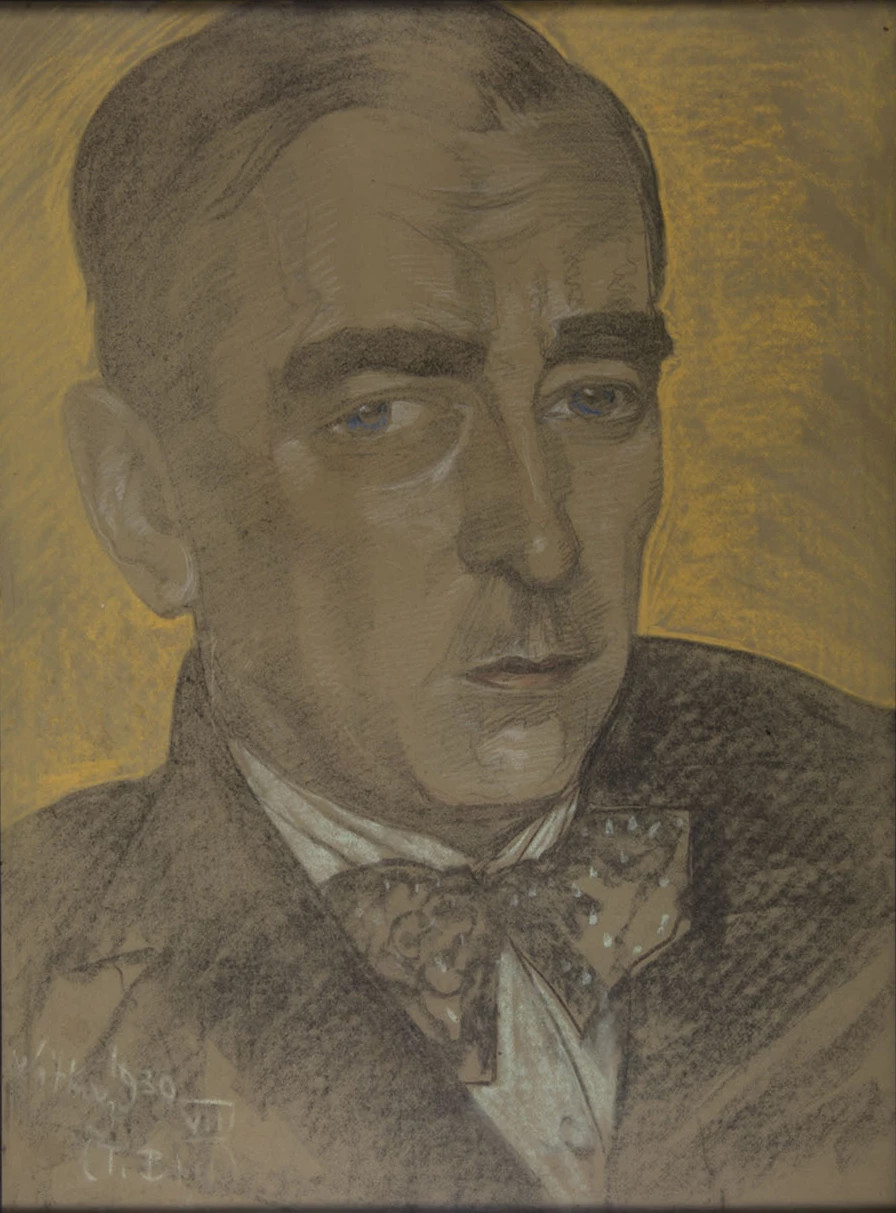
Retrato de Karol Szymanowski, por Witkacy (1930).

Efebos es una novela escrita por Karol Szymanowski entre 1917 y 1919. Se ha perdido su redacción original, pero se conoce su argumento (los amores homosexuales del protagonista, el príncipe Ali Lowicki, en Italia) gracias a un artículo de su sobrino y depositario del texto, el poeta Iwaszkiewicz, y a las ciento cincuenta páginas del episodio «El simposio» que Szymanowsni tradujo al ruso en 1919 como regalo para su amante en aquella época, el joven Borís Kojnó. Esta traducción apareció en 1981 entre los papeles de Kojno y se publicó en 1993, traducida al alemán, con el título Das Gastmahl: Ein Kapitel aus dem Roman Ephebos (Verlag rosa Winkel, Berlín, 1993).
Szymanowski la escribió durante un periodo de crisis creativa musical. En otoño de 1917 su casa familiar de Tymoszówka, donde había nacido y se conservaban sus partituras de juventud, fue destruida por los campesinos, durante los desórdenes de la Revolución rusa. Esta noticia dejó conmocionado a Szymanowski. Se sintió incapaz de componer ninguna nueva partitura y dedicó sus fuerzas creativas a esta novela, en la que exploró asuntos relacionados con la religión y la homosexualidad. En algunos aspectos, tiene afinidad con ciertas obras musicales de Szymanowski, especialmente con su ópera El rey Roger, también ambientada en Sicilia, en la que refleja asimismo las facetas apolíneas y dionisiacas de la fe.
Debido al contenido homoerótico de la novela, Szymanowski determinó no publicarla hasta después de la muerte de su madre. Sin embargo, el autor falleció antes, por lo que la obra quedó inédita, con el manuscrito en poder de su amigo y libretista, el poeta Jarosław Iwaszkiewicz. Por desgracia, el original de Szymanowski quedó destruido por el fuego durante el asedio de Varsovia por los nazis, en 1939.